# أندرو روبرتس
أندرو روبرتس (16 أبريل 1971 في المملكة المتحدة - ) (بالإنجليزية: Andrew Roberts)‏ هو لاعب كريكت نيوزلندي. لعب مع نادي مقاطعة نورثامبتونشير للكريكت ‏ ونادي مقاطعة بيدفوردشير للكريكت ‏ والمقاطعات الوطنية للكريكيت الإنجليزي والويلزي ‏ وWellington cricket team ‏.

## وصلات خارجية
- أندرو روبرتس على موقع إي آس بي آن كريك إنفو (الإنجليزية)